# Ридингер, Георг
Георг Ридингер (нем. Georg Ridinger, Riedtinger, Riedinger, Rüdinger, Redinger; 24 июля 1568, Страсбург — 5 ноября 1617, Ашаффенбург) — немецкий архитектор и мастер-строитель эпохи позднего Северного Возрождения и раннего барокко.
Ридингер происходил из эльзасской семьи и, вероятно, родился за день до своего крещения 25 июля 1568 года, отмеченного в документах. Изучал архитектуру крепостей во время своих путешествий по Франции и Италии. Когда он вернулся в Германскую империю, то сумел использовать приобретённые знания а строительной практике. Возможно, участвовал в планировании дворца Филипсбург в Кобленце. Примерно в 1595 году он работал на маркграфа Георга Фридриха I Бранденбург-Ансбахского по строительству крепости в окрестностях Ансбахе, вероятно, Вюльцбурга.

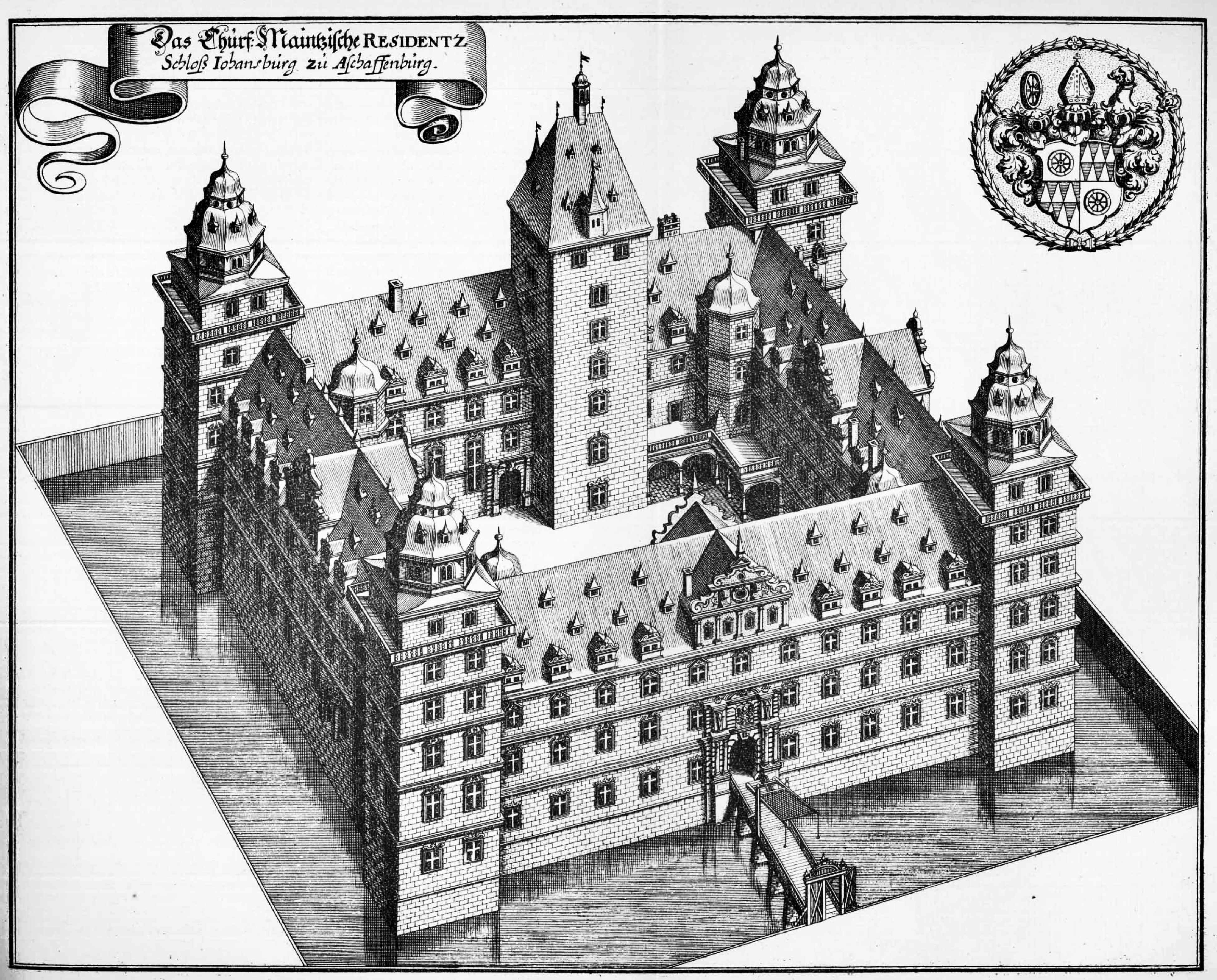
Замок Йоханнесбург. Гравюра на меди. 1616

Самой знаменитой работой Ридингера является замок Йоханнесбург, средневековое сооружение в Ашаффенбурге, которое он перестраивал в качестве резиденции архиепископов Майнцских в 1605—1614 годах.
В целом замок был завершён к 1614 году, но отделка интерьеров закончилась в 1619 году после смерти строителя. Ридингер возвёл мощное каре (замкнутых корпусов в виде квадрата) с большим внутренним двором и четырьмя угловыми башнями, увенчанными своеобразными барочными куполами. Одну старую готическую башню он сохранил и вписал в качестве пятой в замкнутое каре. По углам внутреннего квадрата расположены четыре малые лестничные башни. Крепость окружена рвом с водой, к входу ведёт подъёмный мост. Замок Йоханнесбург стал классическим примером особого типа сооружений, совместивших функции крепости и дворца, и вошёл во многие архитектурные энциклопедии.
Архитектура замка зафиксирована в гравюре на меди, созданной Георгом Келлером, опубликованной в Майнце в 1616 году. В некоторых источниках указывается другая дата смерти («вероятно, после 1628 года»). По причине протестантского вероисповедания Георг Ридингер не мог быть похоронен в католическом городе Ашаффенбурге, поэтому через день после смерти его похоронили в протестантском городе Шаафхейм в Ханау (Гессен). Дата смерти, указанная в регистре смертей Шаафхейма, 26 октября 1617 года, относится к юлианскому календарю, который всё ещё использовался в Шаафхейме в то время.
Автопортрет Ридингера, выполненный акварелью, имеется в книге гильдии лавочников 1582—1668 годов, которая хранится в городском архиве Ашаффенбурга. Когда в XIX веке была снесена старая церковь Шаафхейма, могила архитектора также была утрачена.